# Hans Schadewaldt
Hans Schadewaldt (* 7. Mai 1923 in Cottbus; † 21. August 2009 in Düsseldorf) war ein deutscher Arzt und Medizinhistoriker.

## Leben und Wirken
Schadewaldt studierte Medizin und Geschichte an der Eberhard Karls Universität Tübingen, an der Julius-Maximilians-Universität Würzburg und an der Albertus-Universität Königsberg. Zwischenzeitlich diente er im Zweiten Weltkrieg bei der Kriegsmarine. Von 1945 bis 1948 war er Hilfsarzt in französischen Kriegsgefangenenlazaretten. 1949 hatte er in Tübingen das Medizinische Staatsexamen absolviert und wurde dort zum Dr. med. promoviert. Von 1950 bis 1954 war er an der Tübinger Universitätskinderklinik tätig. Er übernahm anschließend die Leitung der Forschungsabteilung der Ciba AG in Wehr (Baden) und wurde wissenschaftlicher Mitarbeiter am Medizinisch-Historischen Institut der Albert-Ludwigs-Universität Freiburg. Beeinflusst ist seine Spezialisierung durch seinen Onkel, den renommierten Altphilologen Wolfgang Schadewaldt.
In Freiburg habilitierte er sich 1961 für Medizingeschichte. Seit 1963 lehrte er als außerordentlicher Professor und Institutsdirektor Geschichte der Medizin an der Medizinischen Akademie Düsseldorf. Von 1965 bis 1991 war er Lehrstuhlinhaber an der aus dieser hervorgegangenen Universität Düsseldorf, wo er als ordentlicher Professor für Geschichte der Medizin das in der Moorenstraße befindliche Institut für Geschichte der Medizin der Universität leitete und zahlreiche Dissertationen betreut hat. Zu Schadewaldts Spezialgebieten zählten die Geschichte von Schiffs- und Tropenmedizin, Allergologie und Krankenhauswesen sowie Kunst und Medizin aber auch die altgriechische Musiktherapie. Seine Publikationsliste erscheint thematisch vielseitig, einige seiner Bücher wurden Standardwerke.
Schadewaldt war evangelisch. Regelmäßig trat er in Talkshows von Jürgen Fliege und in populärwissenschaftlichen Sendungen auf, auch im Hörfunk bei Hallo Ü-Wagen. In solchen Produktionen wirkte er auch als historischer Berater, etwa bei den Büchern von Carmen Thomas. In der Regionalpresse war er auch als langjähriger Vizebaas der Düsseldorfer Jonges vertreten. Hans Schadewaldt fuhr zweimal als Schiffsarzt auf der Gorch Fock und wurde bei der Bundesmarine Flottenarzt der Reserve. 1971 gründete er die Deutsche Gesellschaft für Schifffahrts- und Marinegeschichte und in der Medizingeschichte internationale Arbeitskreise zum deutsch-französischen, -polnischen, -schwedischen und -italienischen Austausch: 1985–88 war er Vorsitzender der Société Internationale d’Histoire de Medécine. Über zwei Amtszeiten war er 1989–95 Präsident der Rheinisch-Westfälischen Akademie der Wissenschaften. Er war zudem korrespondierendes Mitglied der Société française d'Histoire de la Médecine, Mitglied der Europäischen Akademie für Allergie (Collegium allergologicum Europaeum), Fellow der Royal Society of Medicine, Offizier des Ordre des Palmes Académiques und Rotarier.

## Ehrungen (Auswahl)
- Karl-Sudhoff-Plakette (1988)
- Verdienstkreuz 1. Klasse der Bundesrepublik Deutschland (1984)
- Großes Bundesverdienstkreuz (1990)
- Ehrendoktorwürde der Medizinischen Universität Szczecin (1995)
- Ehrenkreuz der Bundeswehr in Gold (2003)

## Veröffentlichungen (Auswahl)
als Autor:
- mit D. Klebe: Gefäße zur Kinderernährung im Wandel der Zeit. 1955.
- mit H. Schmidt: Michelangelo und die Medizin seiner Zeit. 1965.
- Universität Düsseldorf. 1966.
- mit L. Binet, Ch. Maillant und Ilza Veith: Kunst und Medizin. 1967; 2. Auflage: DuMont Schauberg, Köln 1971, ISBN 3-7701-0361-0.
- Der Medizinmann bei den Naturvölkern. J. Fink Verlag, 1968; Neudruck durch Robugen Arzneimittel GmbH Esslingen (Korodin Herz-Kreislauf-Tropfen).
- Geschichtliche Betrachtungen über Modellvorstellungen der Nierenfunktion. In: Verhandlungen der deutschen Gesellschaft für innere Medizin. Band 74, 1968, S. 16–27.
- Geschichte des Diabetes mellitus. Springer, Berlin 1975.[6]
- Pathogenese, Diagnose und Therapie der Thrombophlebitis historisch gesehen. In: Christa Habrich, Frank Marguth, Jörn Henning Wolf (Hrsg.) unter Mitarbeit von Renate Wittern: Medizinische Diagnostik in Geschichte und Gegenwart. Festschrift für Heinz Goerke zum sechzigsten Geburtstag. München 1978 (= Neue Münchner Beiträge zur Geschichte der Medizin und Naturwissenschaften: Medizinhistorische Reihe. Band 7/8), ISBN 3-87239-046-5, S. 241–254.
- Geschichte der Allergie. 4 Bände. Dustri-Verlag Feistle, München-Deisenhofen 1979–1983.
- Die Anfänge der Immunbiologie: Emil Behrings Serumtherapie. In: Heinz Schott (Hrsg.): Meilensteine der Medizin. Harenberg Verlag, Darmstadt 1996, S. 375–380, 597–598 und 660–661.

als Herausgeber:
- Die Rückkehr der Seuchen. Ist die Medizin machtlos? vgs Verlag, Köln 1994, ISBN 3-8025-1276-6 (zusammen mit Hermann Feldmeier).
- mit Gert Carstensen und Paul Vogt: Die Chirurgie in der Kunst. Düsseldorf/Wien 1983.
- mit René Dumesnil: Die berühmten Ärzte. 2. Auflage. Köln 1960.